# Cateanus
Cateanus is een geslacht van kevers uit de familie  
kniptorren (Elateridae).
Het geslacht is voor het eerst wetenschappelijk beschreven in 2004 door Schimmel.

## Soorten
Het geslacht omvat de volgende soorten:
- Cateanus bakeri (Fleutiaux, 1914)
- Cateanus brancuccii Schimmel, 2004
- Cateanus horni (Schwarz, 1901)
- Cateanus lijiangensis Schimmel, 2004
- Cateanus probsti Schimmel, 2004